# آیرن استیر
آیرن استیر (انگلیسی: Irene Steer؛ ۱۰ اوت ۱۸۸۹ – ۱۸ آوریل ۱۹۷۷) شناگر اهل بریتانیا بود.
وی در مسابقات کشوری و بین‌المللی در مجموع برندهٔ ۱ مدال طلا شده‌است.